# Plusiodonta auripicta
Plusiodonta auripicta là một loài bướm đêm trong họ Noctuidae.